# Verettes
Verettes (em crioulo, Vèrèt) é uma comuna do Haiti, situada no departamento do Artibonite e no arrondissement de Saint-Marc. De acordo com o censo de 2003, sua população total é de 90.226 habitantes.